# Ketevan Arachamija
Ketevan Revazovna Arachamija, conosciuta anche con il cognome Arachamija-Grant, (Ochamchire, 19 luglio 1968) è una scacchista georgiana naturalizzata scozzese, fino al 1991 sovietica, grande maestro.

## Carriera

### Giovanili e juniores
Nel 1985 ha vinto a Dobrna il campionato del mondo juniores femminile (under-20).

### Risultati individuali
Ha vinto in tre occasioni (1983, 1984 e 1990) il campionato georgiano femminile.
Ha vinto quattro volte il Campionato britannico femminile (2003, 2004, 2006 e 2007).
Tra gli altri risultati:
- 1987 :  vince l'interzonale femminile di Tuzla;
- 1993 :  vince l'interzonale femminile di Giacarta;
- 1995 :  vince l'interzonale femminile di Chișinău;
- 1990 :  vince l'open di Biel;
- 1991 :  vince la Doeberl Cup di Canberra;
- 2003 :  pari prima con Paul Motwani nel campionato scozzese.

Nel novembre 2018 ha preso parte al Campionato del mondo femminile, nel quale è stata eliminata al primo turno dalla georgiana Nino Batsiashvili per 0 - 2.

### Nazionale
Ha partecipato a cinque olimpiadi degli scacchi dal 1990 al 2002 (una volta con l'URSS e quattro con la Georgia), vincendo nove medaglie, tra cui tre d'oro individuali e due d'oro di squadra. Nell'edizione di Novi Sad 1990 ha realizzato il punteggio pieno di 12 su 12.

### Vita privata
Nel 1996 ha sposato lo scozzese Jonathan Grant e si è trasferita ad Edimburgo. Da allora gioca per la Scozia in tutte le competizioni.